# Son of a Sinner
«Son of a Sinner» (с англ. — «Сын грешника») — песня американского музыканта Джелли Ролла. Она была выпущена 31 марта 2022 года в качестве второго сингла с альбома Ballads of the Broken (2021). Эта песня также стала первым кантри-форматом Джелли Ролла, ранее записывающего хип-хоп и рок-композиции. В январе 2023 года она заняла первое место в Country Airplay, а в декабре 2022 года получила золотой сертификат Американской ассоциации звукозаписывающих компаний (RIAA).

## История
Джейсон ДеФорд, известный как Джелли Ролл, написал песню вместе с Дэвидом Рэем Стивенсом и Эрнестом К. Смитом. Джелли Ролл и Стивенс вместе писали песни в Sound Emporium в Нашвилле, штат Теннесси, когда Эрнест зашёл к ним в гости. По словам Эрнеста, он дал Джелли Роллу поиграть на одной из своих гитар, которая была настроена на лад D. В этот момент Джелли Ролл придумал припев песни. Затем Эрнест предложил Джелли Роллу самому написать куплеты, так как считал, что это позволит сделать песню более автобиографичной.
Песня рассказывает о личной жизни Джелли Ролла как странствующего музыканта, а также о его личной борьбе с «правильным и неправильным» и наркотической зависимостью. Джелли Ролл рассказал Billboard, что во время записи вокальной дорожки он находился в состоянии наркотического опьянения. В окончательной записи использован гитарный трек, созданный и спродюсированный Эрнестом, с дополнительным продюсированием от сессионного музыканта Ильи Тошинского. Том Роланд из Billboard описал песню как «мейнстримный кантри-рок», включающий пауэр-аккорды, слайд-гитару и линию бас-гитары со «шквалом нот, необычных для жанра кантри».

## Награды и номинации
| Год  | Номинируемая работа | Категория                                                                           | Результат | Ссылка |
| ---- | ------------------- | ----------------------------------------------------------------------------------- | --------- | ------ |
| 2023 | CMT Music Awards    | Male video of the year — «Son Of A Sinner»                                          | Победа    | [ 2 ]  |
| 2023 | CMT Music Awards    | Breakthrough male video of the year — «Son Of A Sinner»                             | Победа    | [ 2 ]  |
| 2023 | CMT Music Awards    | CMT digital-first performance of the year — «Son Of A Sinner» (from CMT All Access) | Победа    | [ 2 ]  |

## Коммерческий успех
В США песня «Son of a Sinner» продержалась в чарте Hot Rock & Alternative Songs более 20 недель, поднявшись до четвёрт ого места. Она также дебютировала в чарте Country Airplay от 12 марта 2022 года, что предшествовало её официальному релизу на радиостанциях кантри 31 марта.
В августе песня дебютировала на 67-м месте в  Billboard Hot 100, став первым попаданием Джелли Ролла в этот чарт.
14 января 2023 года песня возглавила хит-парад Country Airplay, став для Джелли Ролла его первым в нём номером один. Хотя «Sinner» является первым появлением Джелли Ролла в кантри-чарте, он имел успех и в других жанрах (рок и хип-хоп). В мае 2022 года песня «Dead Man Walking» возглавила Mainstream Rock Airplay в течение одной недели. Его самый высокочартовый альбом в Top R&B/Hip-Hop альбомов, No Filter с Лил Вайтом, достиг 33-го места в 2013 году. Также широко известна его песня «Save Me» (2020), получившая более 100 млн просмотров и платиновый сертификат.

## Чарты
| Чарт (2022—2023)                             | Высшая позиция |
| -------------------------------------------- | -------------- |
| Канада (Billboard Canadian Hot 100)          | 61             |
| Канада (Billboard Country)                   | 11             |
| США (Billboard Hot 100)                      | 31             |
| США (Billboard Country Airplay)              | 1              |
| США (Billboard Hot Country Songs)            | 8              |
| США (Billboard Hot Rock & Alternative Songs) | 4              |

| Чарт (2022)                                   | Позиция |
| --------------------------------------------- | ------- |
| США, Country Airplay (Billboard)              | 44      |
| США, Digital Song Sales (Billboard)           | 35      |
| США, Hot Country Songs (Billboard)            | 18      |
| США, Hot Rock & Alternative Songs (Billboard) | 10      |

## Сертификации
| Регион                                                                      | Сертификация  | Продажи   |
| --------------------------------------------------------------------------- | ------------- | --------- |
| США (RIAA)                                                                  | 2× Платиновый | 2 000 000 |
| Данные о продажах + прослушиваниях приведены только на основе сертификации. |               |           |